# Гоенрот
Гоенрот (нім. Hohenroth) — громада в Німеччині, розташована в землі Баварія. Підпорядковується адміністративному округу Нижня Франконія. Входить до складу району Рен-Грабфельд. Складова частина об'єднання громад Бад-Нойштадт-ан-дер-Заале.
Площа — 17,14 км2. Населення становить 3618 ос. (станом на 31 грудня 2020).

## Галерея

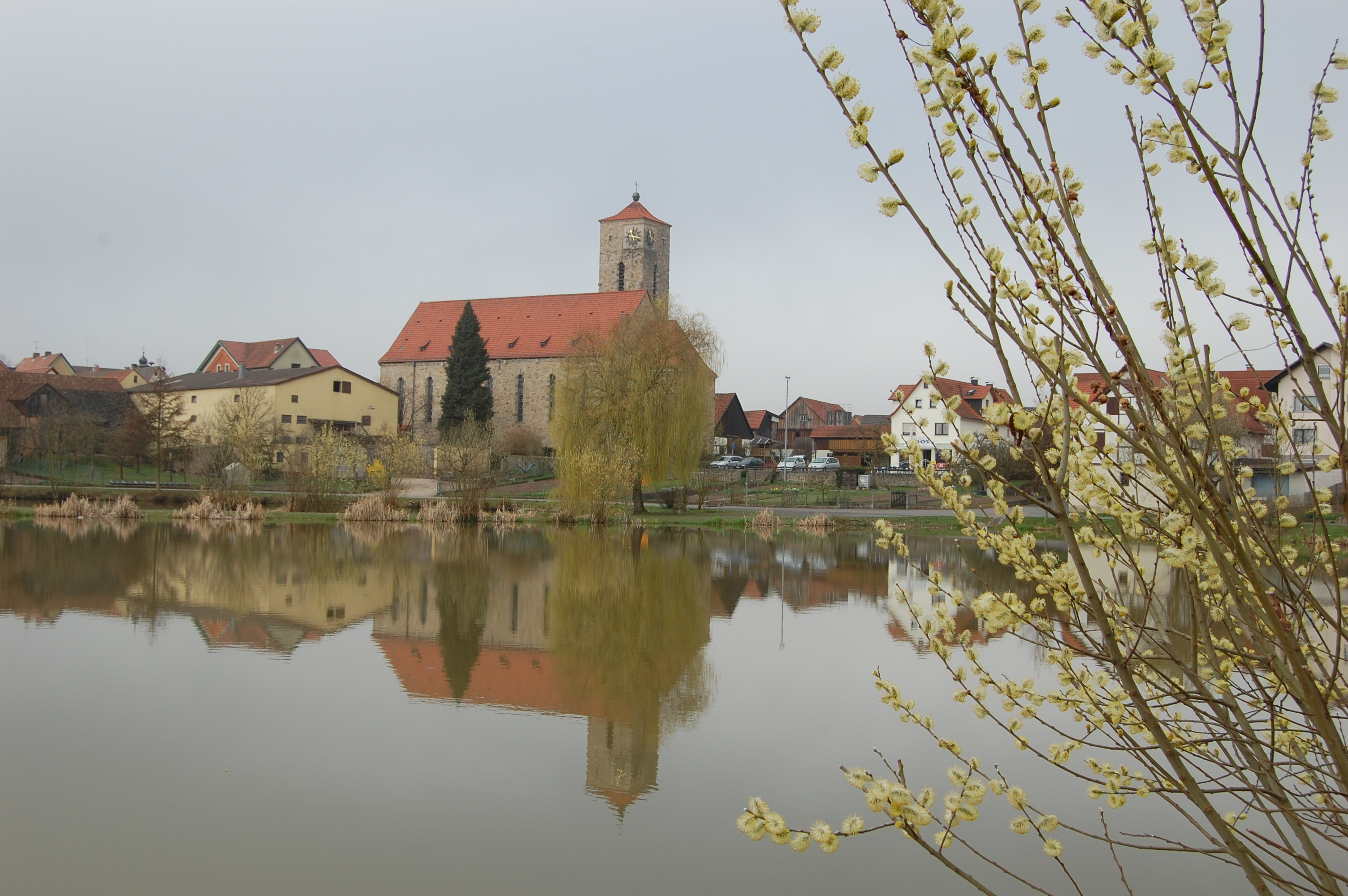